# 喬治敦 (新澤西州)
喬治敦（英語：Georgetown）是位於美國新澤西州伯靈頓縣的非建制地區。

## 歷史
喬治敦的郵局於1847年設立，其後於1920年停運。

## 地理
喬治敦所處的海拔為高於海平面29米（即95英呎），而該地所採用的時區為UTC-5，即北美东部时区（EST）。同時該地設有夏令時間，為UTC-5調快一小時，即UTC-4（EDT）。